# NGC 706
NGC 706 (другие обозначения — UGC 1334, MCG 1-5-40, ZWG 412.37, IRAS01492+0602, PGC 6897) — спиральная галактика (Sc) в созвездии Рыбы.
Этот объект входит в число перечисленных в оригинальной редакции «Нового общего каталога»
В галактике взорвалась сверхновая SN 2001ed. Она относится к типу Ia.
Галактика NGC 706 входит в состав группы галактик NGC 741. Помимо NGC 706 в группу также входят NGC 741 и UGC 1395.